# Condado de Escambia (Florida)
El condado de Escambia es un condado ubicado en el estado de Florida. Su sede está en Pensacola.

## Historia
El condado de Escambia fue creado en 1821. Su nombre proviene del río Escambia, cuyo nombre tiene como origen probable la palabra escambiar en idioma leonés. El condado de Escambia y el condado de San Juan originalmente tenían como límite el río Suwannee.

## Geografía
El condado incluye la isla de Santa Rosa, que está separada del condado de Santa Rosa.
Escambia en el condado de Florida con mayor superficie cubierta por agua (24,35%). El condado de Alabama que queda al norte de Escambia recibe también el nombre de condado de Escambia.

## Demografía
Según el censo de 2000, el condado cuenta con 294 410 habitantes, 111 049 hogares y 74 180 familias residentes. La densidad de población es de 172 hab/km² (444 hab/mi²). Hay 124 647 unidades habitacionales con una densidad promedio de 73 u.a./km² (188 u.a./mi²). La composición racial de la población del condado es 72,35% Blanca, 21,40% Afroamericana o Negra, 0,90% Nativa americana, 2,21% Asiática, 0,12% De las islas del Pacífico, 0,85% de Otros orígenes y 2,16% de dos o más razas. El 2,70% de la población es de origen hispano o Latino cualquiera sea su raza de origen.
De los 111 049 hogares, en el 29,90% de ellos viven menores de edad, 47,80% están formados por parejas casadas que viven juntas, 15,10% son llevados por una mujer sin esposo presente y 33,20% no son familias. El 26,90% de todos los hogares están formados por una sola persona y 9,70% de ellos incluyen a una persona de más de 65 años. El promedio de habitantes por hogar es de 2,45 y el tamaño promedio de las familias es de 2,98 personas.
El 23,50% de la población del condado tiene menos de 18 años, el 12,20% tiene entre 18 y 24 años, el 29,00% tiene entre 25 y 44 años, el 22,00% tiene entre 45 y 64 años y el 13,30% tiene más de 65 años de edad. La mediana de la edad es de 35 años. Por cada 100 mujeres hay 98,60 hombres y por cada 100 mujeres de más de 18 años hay 97,10 hombres.
La renta media de un hogar del condado es de $35 234, y la renta media de una familia es de $41 708. Los hombres ganan en promedio $31 054 contra $22. 023 para las mujeres. La renta per cápita en el condado es de $18. 641. 15,40% de la población y 12,10% de las familias tienen rentas por debajo del nivel de pobreza. De la población total bajo el nivel de pobreza, el 23,70% son menores de 18 y el 9,60% son mayores de 65 años.

## Ciudades y pueblos

### Municipalidades
- Century
- Pensacola

### No incorporadas
- Bellview
- Brent
- Ensley
- Ferry Pass
- Gonzalez
- Goulding
- Molino
- Myrtle Grove
- Warrington
- West Pensacola
- Perdido Key